# 德氏祕鱂
德氏祕鱂是鯉齒鱂科祕鱂屬的一種，分布於非洲利比亞北部的硫磺泉湖泊、溝渠，體長可達5公分。

## 擴展閱讀
維基物種上的相關：德氏祕鱂